# قائمة الزلازل في اليمن

## الزلازل
| التاريخ | المكان                          | مقياس درجة العزم | مقياس ميركالي المعدل | الوفيات | إصابات | إجمالي الضرر / ملاحظات      |             |
| --- | ------------------------------- | ---------------- | -------------------- | ------- | ------ | --------------------------- | ----------- |
| 24 مايو 2016 | محافظة البيضاء                  | 4.9              | الدرجة الخامسة       | 4       |        | دمرت سبعة منازل             | [ 1 ] [ 2 ] |
| 22 نوفمبر 1991 | محافظة إب                       | 4.7              |                      | 11      | 40     | ضرر متوسط                   | NGDC        |
| 1982-12-13 | محافظة ذمار                     | 6.0              | الدرجة الثامنة       | 2800    | 1500   | 2 مليار دولار               |             |
| 11 يناير 1941 | رازح                            | 5.9              | الدرجة الثامنة       | 1200    | 200    | ضرر بالغ                    | NGDC        |
| 1463 | زبيد                            |                  | الدرجة التاسعة       | 10      |        | تضرر 50 منزلا ودمر 50 منزلا | NGDC        |
| 1426 | زبيد                            |                  | الدرجة الحادي عشر    | 60      |        | أضرار فادحة                 | NGDC        |
| 5 سبتمبر 1387 | محافظة عدن                      |                  |                      | العديد  |        | أضرار فادحة                 | NGDC        |
| 1377 | محافظة عدن                      |                  |                      |         |        | ضرر متوسط                   | NGDC        |
| 1358 | زبيد                            |                  | الدرجة الثامنة       | 61      |        | ضرر متوسط                   | NGDC        |
| 1072 | اليمن والمملكة العربية السعودية |                  | الدرجة الثامنة       | 50      |        | ضرر متوسط                   | NGDC        |
| ملاحظة: تستند معايير التضمين لإضافة الأحداث إلى دليل WikiProject Earthquakes للإشارة الذي تم تطويره للمقالات المستقلة. تنطبق المبادئ الموضحة أيضًا على القوائم. باختصار ، يجب تسجيل الأحداث الضارة أو المؤذية أو المميتة فقط. |                                 |                  |                      |         |        |                             |             |

## أنظر أيضا
- جيولوجيا اليمن